# Eclipse lunar de septiembre de 2006
| Eclipse lunar Parcial de 7 de septiembre, del 2006                                | Eclipse lunar Parcial de 7 de septiembre, del 2006 |
| --------------------------------------------------------------------------------- | -------------------------------------------------- |
| Previo                                                                            | Eclipse \| Eclipse total \| Saros                  |
| Posterior                                                                         | Eclipse \| Eclipse total \| Saros                  |
| Eclipse parcial desde Bucarest, Rumania, 18:37 UTC                                |                                                    |
| Trayectoria de la luna a través del extremo sur de la sombra umbral de la Tierra. |                                                    |
| Gamma                                                                             | - 0.9262                                           |
| Magnitud                                                                          | 0.1837                                             |
| Saros                                                                             | 118 (51 de 72)                                     |
| Duración (hr:mn:sc)                                                               |                                                    |
| Parcial                                                                           | 01:31:05                                           |
| Penumbral                                                                         | 04:14:23                                           |
| Contactos                                                                         |                                                    |
| P1                                                                                | 16:44:07 UTC                                       |
| U1                                                                                | 18:05:47 UTC                                       |
| Máximo                                                                            | 18:51:19 UTC                                       |
| U4                                                                                | 19:36:43 UTC                                       |
| P4                                                                                | 20:58:39 UTC                                       |
| La trayectoria de la luna a través sombra en la constelación de Acuario.          |                                                    |

Este eclipse lunar parcial tuvo lugar el 7 de septiembre a 8 de septiembre de 2006, el segundo de dos eclipses lunares en 2006. Este es el primer eclipse de esta temporada de eclipses. El segundo eclipse de esta temporada: Eclipse solar anular del 22 de septiembre de 2006.

## Visibilidad

### Mapa
El siguiente mapa muestra las regiones desde las cuales fue posible ver el eclipse. En gris, las zonas que no observaron el eclipse; en blanco, las que si lo presenciaron; y en celeste, las regiones que pudieron ver el eclipse durante la salida o puesta de la Luna. 

### Perspectiva de la Luna
Era completamente visible en la mayor parte de África, Europa, Asia y Australia.
| Una vista simulada de la tierra desde el centro de la luna en el máximo del eclipse. |

## Galería

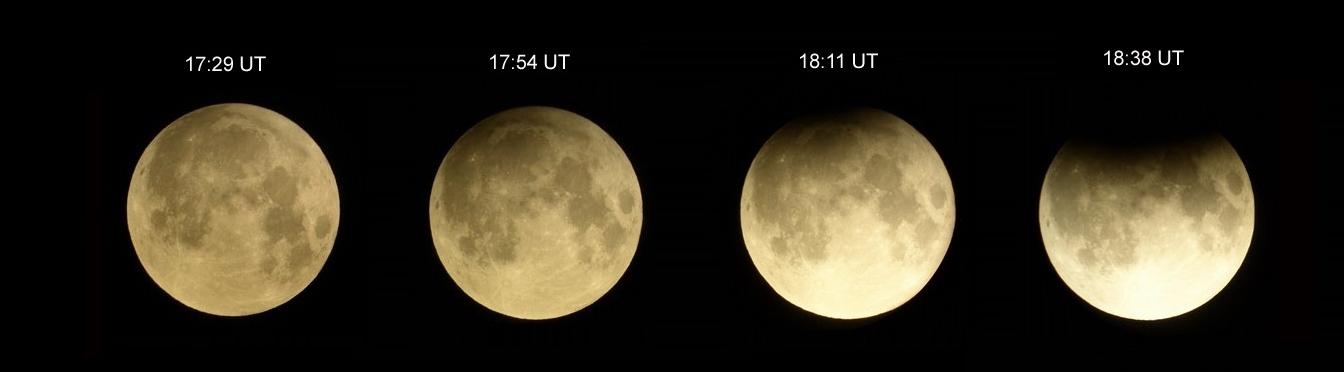
Degania A, Israel

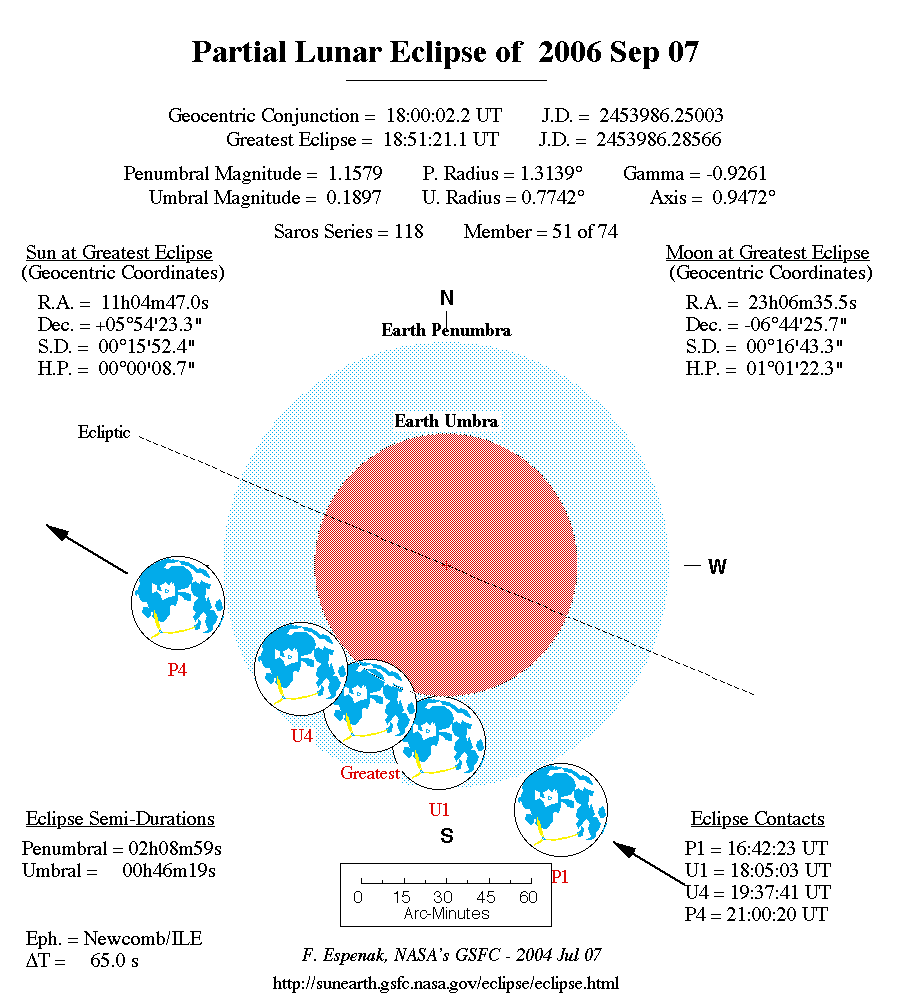
Gráfico de la NASA del eclipse.

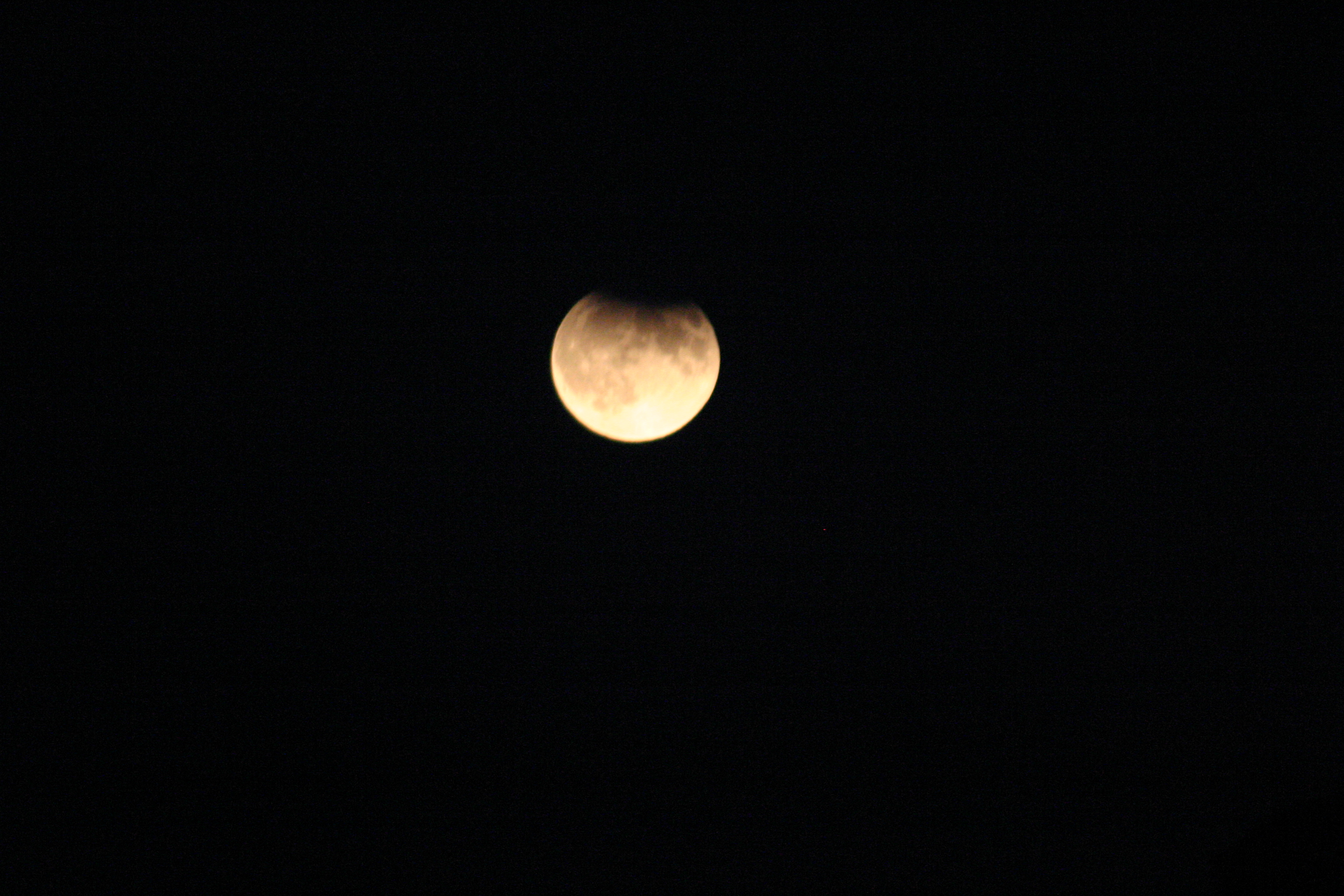
North Wales, Reino Unido
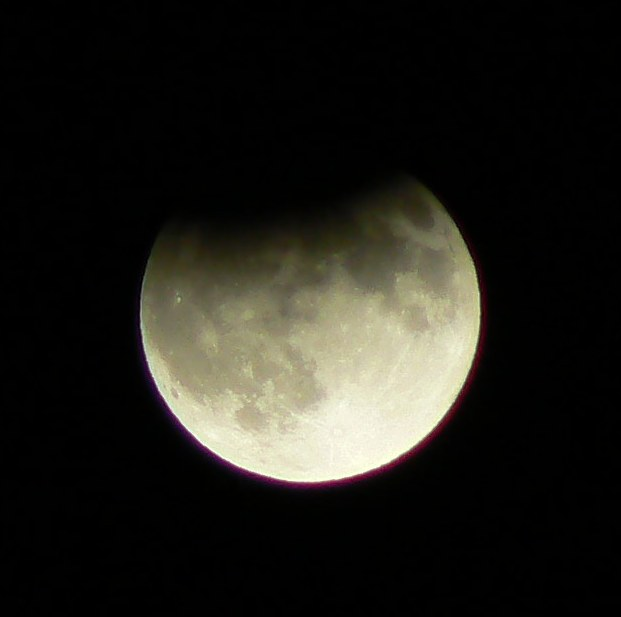
Sofía, Bulgaria
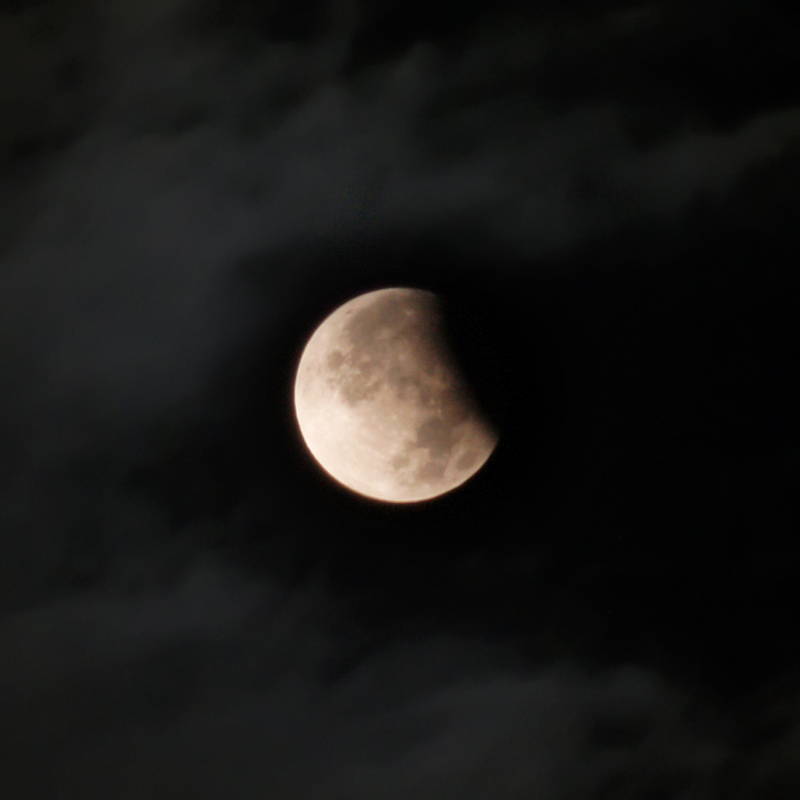
Shizuoka, Japón